# Rottefella
Rottefella (wörtlich übersetzt Rattenfalle) ist ein norwegischer Hersteller von Skibindungen für den Skilanglauf und für das Telemarken. Der Firmensitz befindet sich in Klokkarstua in der Kommune Asker.
Die ursprüngliche, als „Rattenfalle“ bezeichnete Bindung wurde 1927 von Bror With entwickelt. Dieses System war über 50 Jahre eine der meist verwendeten Skilanglaufbindungen. Später wurde die Bindung durch das NNN-System (New Nordic Norm) im Bereich des Skilanglaufs abgelöst. Das für das Telemarken hergestellte System der Firma nennt sich NTN (New Telemark Norm).

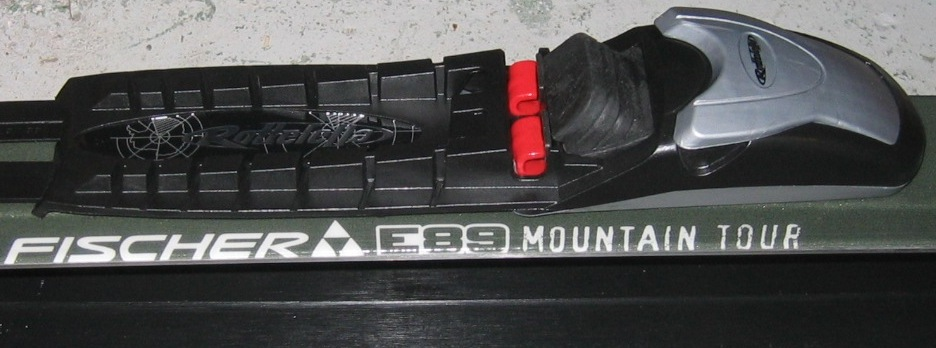
Langlaufbindung des NNN-Systems aus dem Jahr 2008, Modell für klassische Technik, auch außerhalb der Spur

Auf dem Weltmarkt für Skilanglaufbindungen ist neben dem NNN-System nur noch SNS (Salomon Nordic System) verbreitet. Diese Systeme sind nicht kompatibel und müssen zum verwendeten Schuh passen. Beginnend mit der Kollektion 2007/2008 hat die Fischer Sports GmbH vom System SNS zu NNN gewechselt, was den Marktanteil vor allem im Europäischen Markt erhöht hat.